# Stoom Schaatsenfabriek Hercules

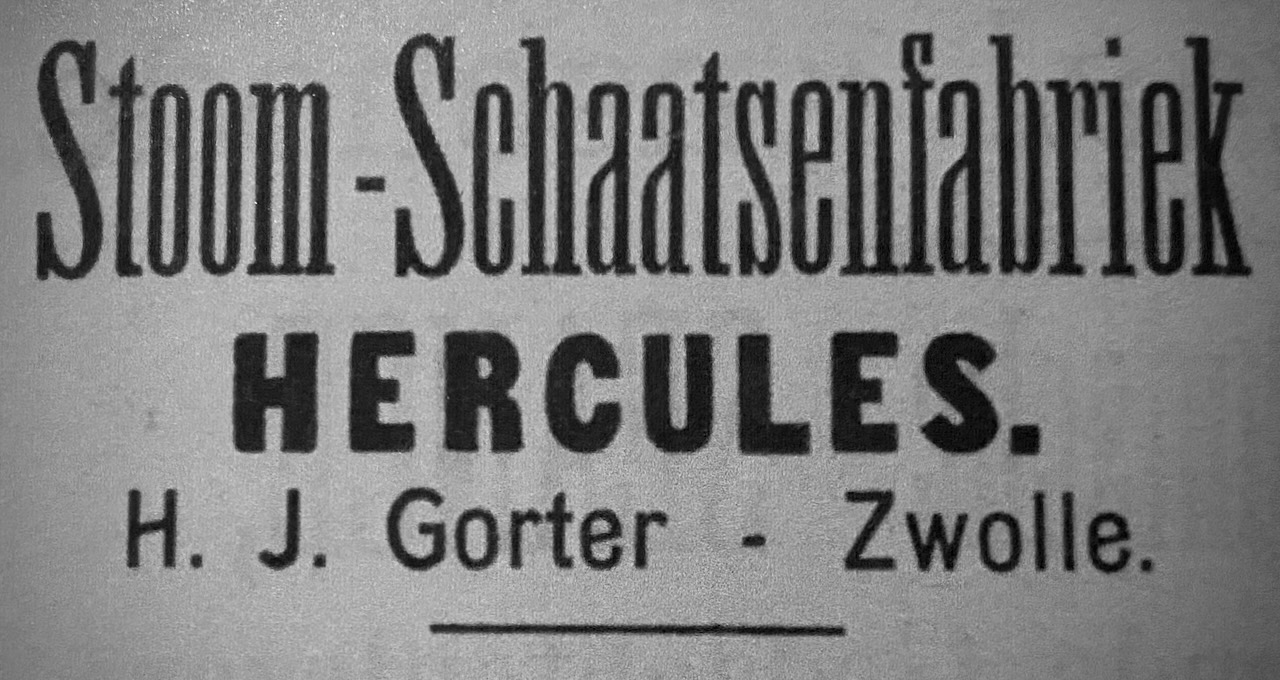
Schaatsenfabriek Hercules, Zwolle (1895-1907). Krantenadvertentie in "Tubantia", 1896.

De Stoom Schaatsenfabriek Hercules in Zwolle was een van de eerste fabrieken in Nederland waar schaatsen deels machinaal vervaardigd werden.
De fabriek werd in 1895 opgericht door wielrenner en schaatser Hendrikus Jacobus Gorter. Het fabrieksgebouw was gevestigd aan de Thomas à Kempisstraat 157 in Zwolle, naast zuivelfabriek Salland.
Voor zijn wielercarrière bezocht Gorter van 1890-1892 de Kweekschool voor Machinisten in Amsterdam, waar hij metaalbewerking, smeden en andere technische vaardigheden leerde.

## De aanloop
Gorter begon het bedrijf in de Zwolse Machinefabriek van D.J. Bokslag aan de Veerallée. Op 26 juli 1894 kreeg hij van de kantonrechter in Zwolle toestemming voor het vervaardigen van ijzer-, staal-, en andere metaalwerken. Het bedrijf werd geadverteerd als de eerste fabriek in Nederland waar Noorse schaatsen machinaal geproduceerd werden, al kwam er nog steeds handwerk bij kijken. Het bedrijf was ook een schaatsenslijperij.
De noren van Gorter bleken van goede kwaliteit en lager in prijs dan schaatsen geïmporteerd uit Noorwegen. De Gorter schaatsen werden verkocht door winkels in Amsterdam, Utrecht, Den Haag, Leiden en Arnhem. In Zwolle werden de schaatsen verkocht bij De Leeuw in de Diezerstraat.

## Nieuwe fabriek

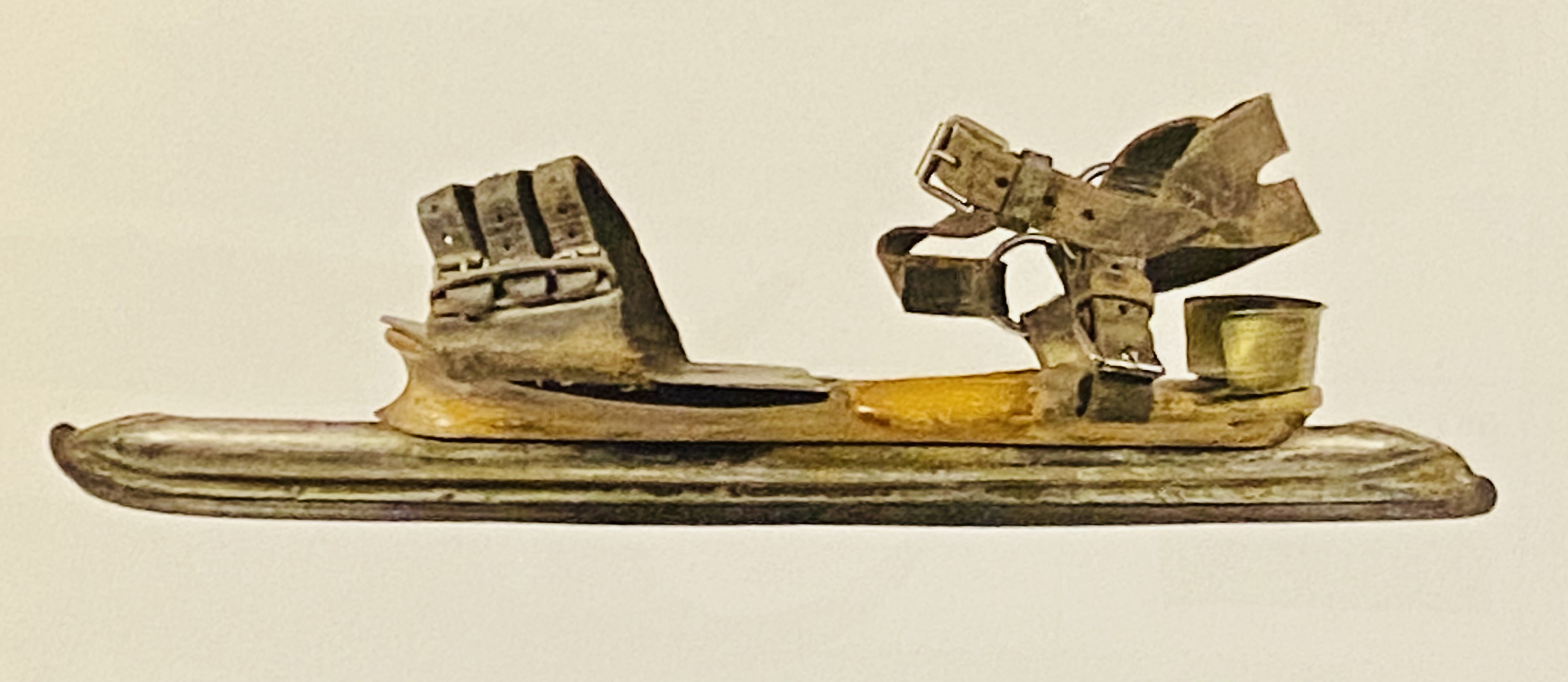
De Rodenhuis-Kingma-schaats (1896). Bron: HJ Gorter, Zwolle 1874-1918. Aad van den Ouweelen en Frits Locher. De poolster, 2018.

Op 8 februari 1895 vestigde schaatser Ype Rodenhuis in Zwolle het record op de 25 kilometer op Gorter schaatsen. Rond dezelfde tijd besloot Gorter het assortiment uit te breiden en ging op zoek naar een locatie voor een eigen fabriek. Voor 900 gulden kocht hij het perceel van 702 m2 aan de Thomas à Kempisstraat 157, wat toen nog voornamelijk uit boomgaarden en moestuinen bestond. De fabriek werd ontworpen door architect D. de Herder en gebouwd voor 5425 gulden door aannemer J. van Straten uit Zwolle.
In juni 1895 verleende de gemeente een vergunning voor het plaatsen van een 8pk stoommachine, geleverd door D.J. Bokslag. De machine werd geïnstalleerd in de ketelruimte achter de fabriek.
De stoom schaatsenfabriek kreeg de naam 'Hercules'. Al snel werd het assortiment uitgebreid en begon de productie van een breed scala aan schaatsen, vaak met een beukenhouten voetstapel bevestigd aan een metalen schenkel (of 'ijzer'), waaronder de Wichers-de Salisschaats, de koninginneschaats en de Go-aheadschaats.
In 1896 ontwikkelde Gorter in samenwerking met Ype Rodenhuis en sprinter Marten Kingma een nieuw model, de Rodenhuis-Kingmaschaats, al is het onduidelijk of dit ontwerp oorspronkelijk uit de Hercules-fabriek kwam. Een ander nieuw model was de duplexschaats met multifunctioneel, afneembaar ijzer. Gorter schaatsen zijn tegenwoordig verzamelobjecten bij schaatsliefhebbers. Vanaf 1897 produceerde de fabriek ook Pierce-fietsen.

## Het productieproces

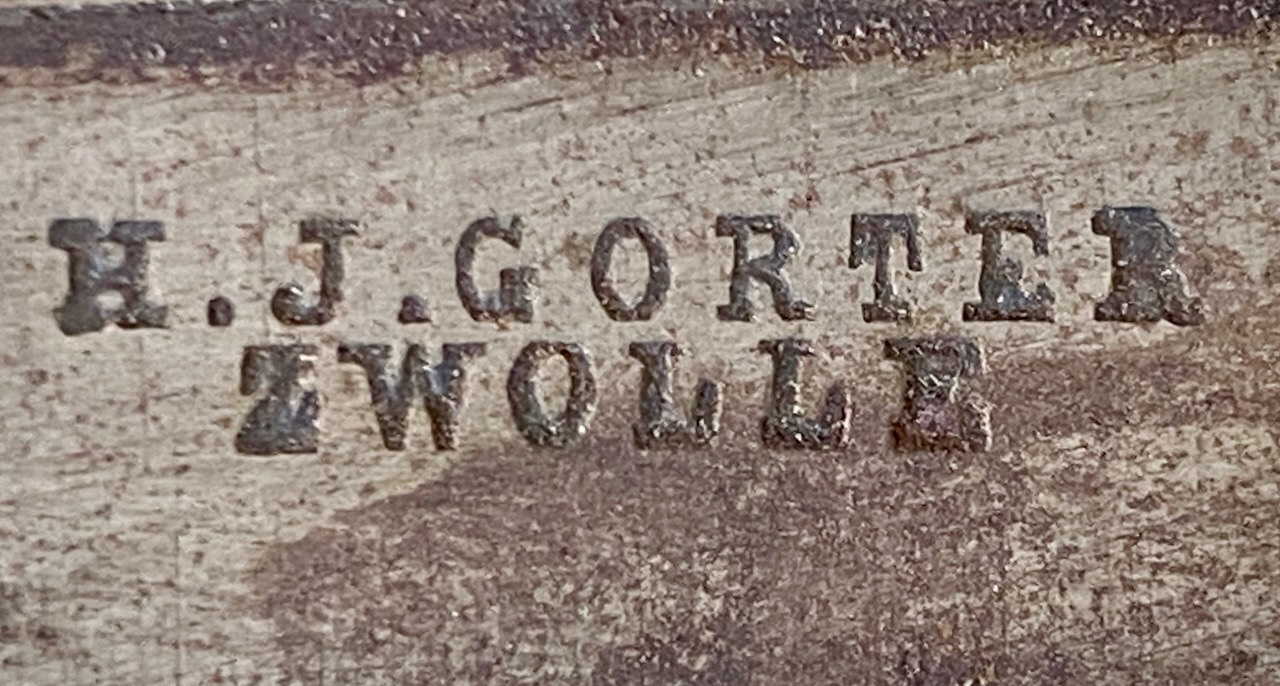
Veel schaatsen uit de Hercules Schaatsenfabriek kregen het merkteken 'H.J. Gorter, Zwolle' in het schaatsijzer (de 'schenkel') gestempeld.

In twee vuurhaarden werden de ijzers gesmeed uit ijzer en staal. De smeden bogen de hals en gaven het ijzer de juiste vorm, waarna de schaats naar de bankwerkers ging. Met een pons- en snijmachine werden de gaten en hoeken afgeperst. Vervolgens werd de onderkant door de slijper geslepen en gepolijst met behulp van een slijpsteen, twee amaril stenen, een borstel en een lappenschijf die ieder vierduizend omwenteling per minuut maakten.
In de ‘houtjesmakerij’ werden de beukenhouten voetstapel en de leren riemen bevestigd. De meeste modellen kregen een stempel in de schenkel met 'H.J. Gorter' en daaronder 'Zwolle'. Hogere kwaliteit schaatsen kregen het stempel 'Hercules'. Alle instrumenten zoals draaibanken, lintzaag en boormachines werden door stoom aangedreven. In het magazijn werden de schaatsen opgeslagen en klaargemaakt voor verzending.

## Assortiment
In de 'prijscourant' voor het seizoen 1904-1905 werden de volgende schaatsmodellen met bijbehorende prijs in Nederlandse gulden door de fabriek aangeboden:
- Gewone Friesche schaats (ƒ2.10)
- Friesche Schaats, kwaliteit B (ƒ1.75)
- Friesche Schaats met hoog rond ijzer (ƒ2.50)
- Gewone Friesche schaats met teenijzer (ƒ2.35)
- Friesch uitgewerkt (ƒ3.25)
- Doorlooper met houten staart (ƒ3.20)
- Doorlooper zonder houten staart (ƒ2.85)
- Laaghals met staart (ƒ3.40)
- Wichers de Salis (ƒ4.40)
- Wichers de Salis, oud model (ƒ4.25)
- Oud-Hollandsch (ƒ3.75)
- Speciale Damesschaats (ƒ3.25)
- Speciale Damesschaats met breed montuur (ƒ4.75)
- Kunstschaats (ƒ3.25)
- Kunstschaats met hoog ijzer (ƒ4.75)
- Vissering de Ruiter (ƒ6.25)
- Dames Vissering de Ruiter met korte hals (ƒ6.25)
- Rodenhuis Kingma (ƒ8.25)
- Noor met schoen (ƒ13.75 à ƒ15.75)
- Kunstnoor met schoen (ƒ13.75)
- Noor met riembevestiging (ƒ10,-)
- Friesche hardrijder met ½ mm. ijzer (ƒ5.50)
- Friesch uitgewerkt, met staart (ƒ3.25)
- Wichers de Salis met breed montuur (ƒ5.50)
- Wichers de Salis met geheel uitgewerkte houten voor schoonrijden (ƒ4.60)
- Gewijzigd en verbeterd model Steeman (ƒ5.75)
- Gewijzigd en verbeterd model Vissering de Ruiter (ƒ6.50)

## Recessie en sluiting
Rond de eeuwwisseling waren de Nederlandse winters zacht waardoor er minder ijs was om op te schaatsen. De omzet daalde en de schaatsindustrie maakte een recessie door. In december 1904 verhuurde Gorter een deel van het fabriekspand aan een caféhouder. Gedurende korte tijd produceerde de fabriek houten vaten en emmers voor de zuivelindustrie. De fabriek werd in februari 1907 te koop gezet. Alle machines en gereedschappen werden geveild en korte tijd later gingen de fabrieksdeuren definitief dicht. Aan het einde van de 20e eeuw werd het voormalige fabriekspand afgebroken om plaats te maken voor nieuwbouw.

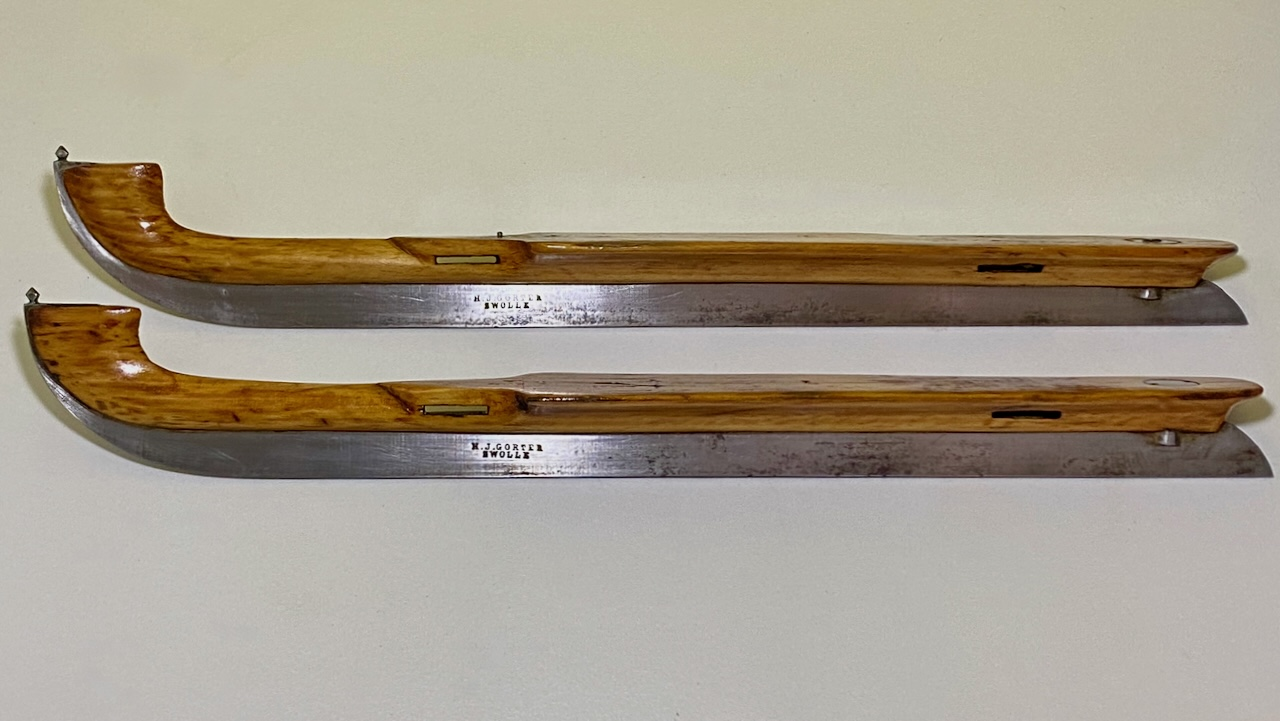
Friese Doorlopers vervaardigd in Stoom Schaatsenfabriek Hercules, Zwolle, ca. 1900